# Astragalus mardinensis
Astragalus mardinensis är en ärtväxtart som beskrevs av Nábelek. Astragalus mardinensis ingår i släktet vedlar, och familjen ärtväxter. Inga underarter finns listade i Catalogue of Life.

## Bildgalleri

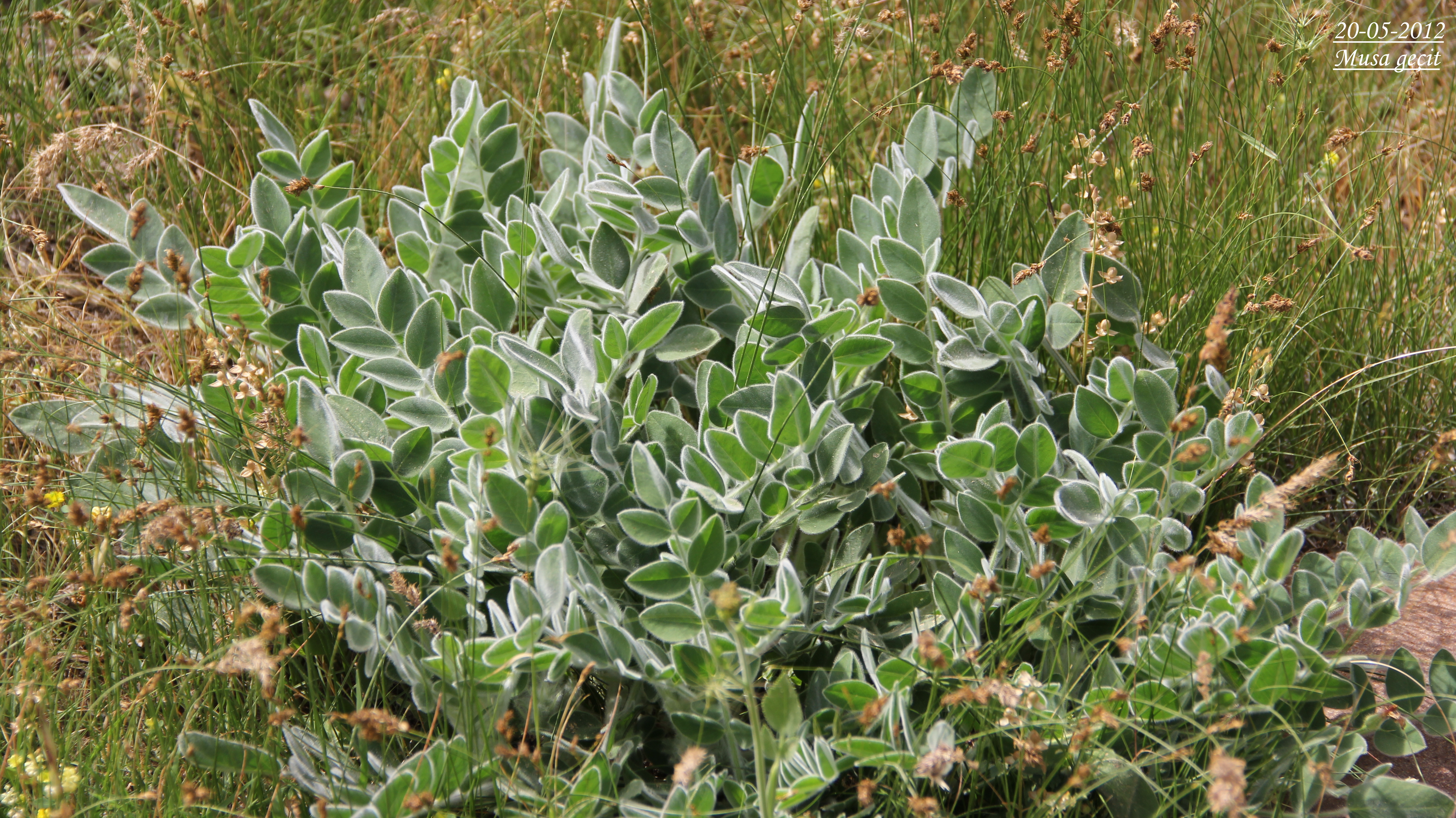
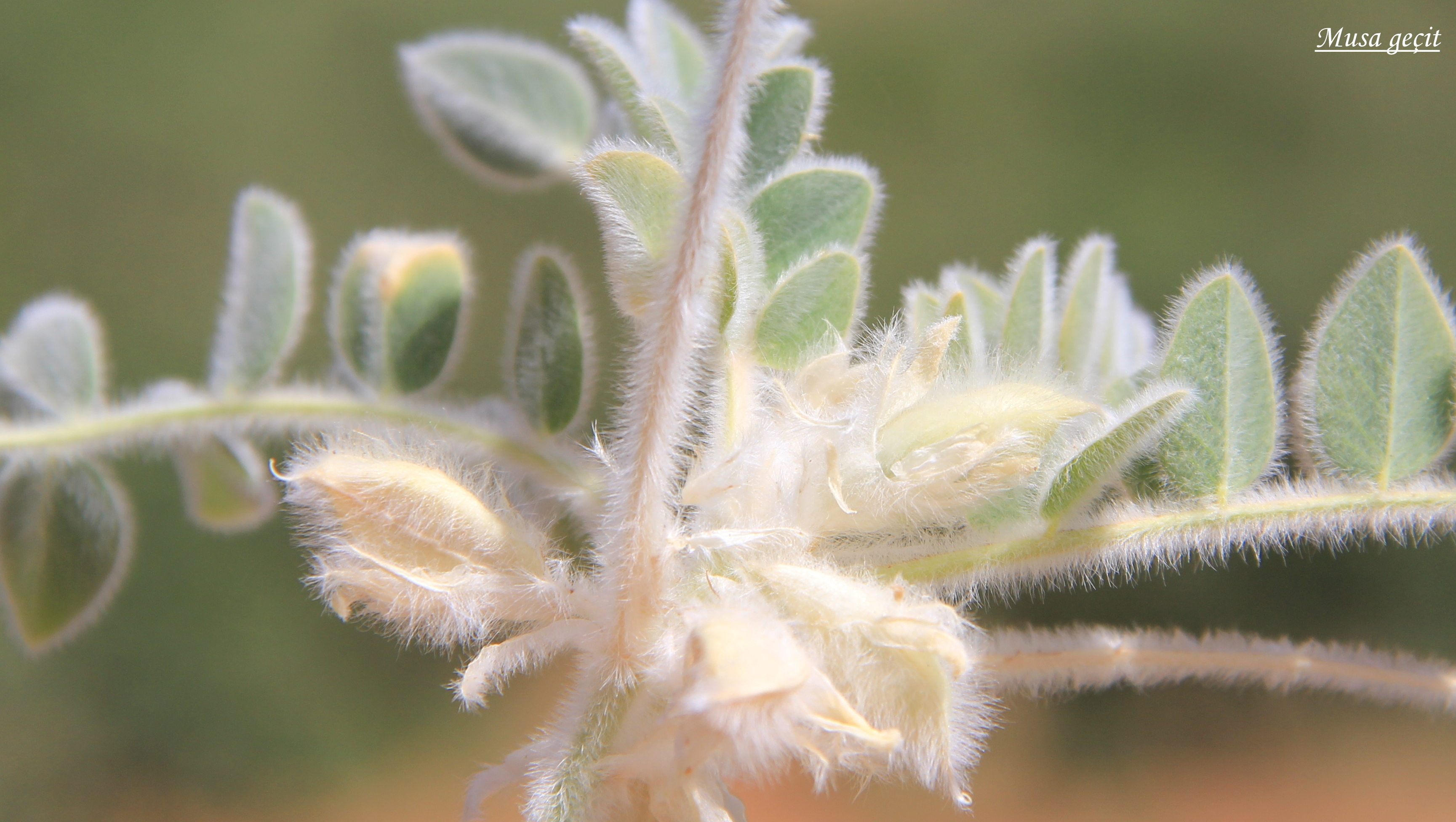